# 2e étape du Tour d'Italie 2001
Pour un article plus général, voir Tour d'Italie 2001.
La 2e étape du Tour d'Italie 2001 a eu lieu le 21 mai 2001 entre les villes de Fossacesia et de Lucera sur une distance de 167 km. Elle a été remportée par l'Allemand Danilo Hondo (Deutsche Telekom) devant l'Espagnol Rafael Mateos (Colpack-Astro) et l'Italien Gabriele Missaglia (Lampre-Daikin). Le Belge Rik Verbrugghe (Lotto-Adecco) conserve le maillot rose de cette édition du Tour d'Italie à l'issue de l'étape.

## Classement de l'étape
| \| Classement de l'étape \| Classement de l'étape \| Classement de l'étape \| Classement de l'étape \| Classement de l'étape \| \| Coureur \| Coureur \| Pays \| Équipe \| Temps \| \| --------------------- \| --------------------- \| --------------------- \| ---------------------------- \| --------------------- \| \| 1er \| Danilo Hondo \| Allemagne \| Deutsche Telekom \| 3 h 39 min 35 s \| \| 2e \| Rafael Mateos \| Espagne \| Colpack-Astro \| + 0 s \| \| 3e \| Gabriele Missaglia \| Italie \| Lampre-Daikin \| + 0 s \| \| 4e \| Wladimir Belli \| Italie \| Fassa Bortolo \| + 0 s \| \| 5e \| Massimo Strazzer \| Italie \| Mobilvetta-Formaggi Trentini \| + 0 s \| \| 6e \| Gabriele Colombo \| Italie \| Cantina Tollo-Acqua & Sapone \| + 0 s \| \| 7e \| Stefano Garzelli \| Italie \| Mapei-Quick Step \| + 0 s \| \| 8e \| Massimiliano Gentili \| Italie \| Cantina Tollo-Acqua & Sapone \| + 0 s \| \| 9e \| Freddy González \| Colombie \| Selle Italia-Pacific \| + 0 s \| \| 10e \| Ivan Gotti \| Italie \| Alessio \| + 0 s \| |                      |           |                              |                 |
| |                      |           |                              |                 |
| |                      |           |                              |                 |
| Classement de l'étape |                      |           |                              |                 |
| Coureur | Coureur              | Pays      | Équipe                       | Temps           |
| 1er | Danilo Hondo         | Allemagne | Deutsche Telekom             | 3 h 39 min 35 s |
| 2e | Rafael Mateos        | Espagne   | Colpack-Astro                | + 0 s           |
| 3e | Gabriele Missaglia   | Italie    | Lampre-Daikin                | + 0 s           |
| 4e | Wladimir Belli       | Italie    | Fassa Bortolo                | + 0 s           |
| 5e | Massimo Strazzer     | Italie    | Mobilvetta-Formaggi Trentini | + 0 s           |
| 6e | Gabriele Colombo     | Italie    | Cantina Tollo-Acqua & Sapone | + 0 s           |
| 7e | Stefano Garzelli     | Italie    | Mapei-Quick Step             | + 0 s           |
| 8e | Massimiliano Gentili | Italie    | Cantina Tollo-Acqua & Sapone | + 0 s           |
| 9e | Freddy González      | Colombie  | Selle Italia-Pacific         | + 0 s           |
| 10e | Ivan Gotti           | Italie    | Alessio                      | + 0 s           |

## Classement général
| \| Classement général \| Classement général \| Classement général \| Classement général \| Classement général \| \| Coureur \| Coureur \| Pays \| Équipe \| Temps \| \| ------------------ \| ------------------ \| ------------------ \| ---------------------------- \| ------------------ \| \| 1er \| Rik Verbrugghe \| Belgique \| Lotto-Adecco \| 9 h 02 min 25 s \| \| 2e \| Dario Frigo \| Italie \| Fassa Bortolo \| + 9 s \| \| 3e \| Jan Hruška \| Tchéquie \| ONCE-Eroski \| + 13 s \| \| 4e \| Abraham Olano \| Espagne \| ONCE-Eroski \| + 15 s \| \| 5e \| Gabriele Colombo \| Italie \| Cantina Tollo-Acqua & Sapone \| + 18 s \| \| 6e \| Mariano Piccoli \| Italie \| Lampre-Daikin \| + 20 s \| \| 7e \| Wladimir Belli \| Italie \| Fassa Bortolo \| + 26 s \| \| 8e \| José Azevedo \| Portugal \| ONCE-Eroski \| + 28 s \| \| 9e \| Vladimir Duma \| Ukraine \| Ceramica Panaria-Fiordo \| + 29 s \| \| 10e \| Ellis Rastelli \| Italie \| Liquigas-Pata \| + 30 s \| |                  |          |                              |                 |
| |                  |          |                              |                 |
| |                  |          |                              |                 |
| Classement général |                  |          |                              |                 |
| Coureur | Coureur          | Pays     | Équipe                       | Temps           |
| 1er | Rik Verbrugghe   | Belgique | Lotto-Adecco                 | 9 h 02 min 25 s |
| 2e | Dario Frigo      | Italie   | Fassa Bortolo                | + 9 s           |
| 3e | Jan Hruška       | Tchéquie | ONCE-Eroski                  | + 13 s          |
| 4e | Abraham Olano    | Espagne  | ONCE-Eroski                  | + 15 s          |
| 5e | Gabriele Colombo | Italie   | Cantina Tollo-Acqua & Sapone | + 18 s          |
| 6e | Mariano Piccoli  | Italie   | Lampre-Daikin                | + 20 s          |
| 7e | Wladimir Belli   | Italie   | Fassa Bortolo                | + 26 s          |
| 8e | José Azevedo     | Portugal | ONCE-Eroski                  | + 28 s          |
| 9e | Vladimir Duma    | Ukraine  | Ceramica Panaria-Fiordo      | + 29 s          |
| 10e | Ellis Rastelli   | Italie   | Liquigas-Pata                | + 30 s          |

## Classements annexes
| Classement par points | Classement par points | Classement par points | Classement par points        | Classement par points |
| Coureur               | Coureur               | Pays                  | Équipe                       | Points                |
| --------------------- | --------------------- | --------------------- | ---------------------------- | --------------------- |
| 1er                   | Gabriele Colombo      | Italie                | Cantina Tollo-Acqua & Sapone | 26 pts                |
| 2e                    | Ellis Rastelli        | Italie                | Liquigas-Pata                | 25 pts                |
| 3e                    | Danilo Hondo          | Allemagne             | Deutsche Telekom             | 25 pts                |
| 4e                    | Vladimir Duma         | Ukraine               | Ceramica Panaria-Fiordo      | 22 pts                |
| 5e                    | Abraham Olano         | Espagne               | ONCE-Eroski                  | 20 pts                |

| Classement par points | Classement par points | Classement par points | Classement par points        | Classement par points |
| Coureur               | Coureur               | Pays                  | Équipe                       | Points                |
| --------------------- | --------------------- | --------------------- | ---------------------------- | --------------------- |
| 1er                   | Gabriele Colombo      | Italie                | Cantina Tollo-Acqua & Sapone | 26 pts                |
| 2e                    | Ellis Rastelli        | Italie                | Liquigas-Pata                | 25 pts                |
| 3e                    | Danilo Hondo          | Allemagne             | Deutsche Telekom             | 25 pts                |
| 4e                    | Vladimir Duma         | Ukraine               | Ceramica Panaria-Fiordo      | 22 pts                |
| 5e                    | Abraham Olano         | Espagne               | ONCE-Eroski                  | 20 pts                |

| Classement de la montagne | Classement de la montagne  | Classement de la montagne | Classement de la montagne    | Classement de la montagne |
| Coureur                   | Coureur                    | Pays                      | Équipe                       | Points                    |
| ------------------------- | -------------------------- | ------------------------- | ---------------------------- | ------------------------- |
| 1er                       | Domenico Gualdi            | Italie                    | Mobilvetta-Formaggi Trentini | 5 pts                     |
| 2e                        | Mirko Marini               | Italie                    | Liquigas-Pata                | 3 pts                     |
| 3e                        | Alexis Rodríguez Hernández | Espagne                   | Kelme-Costa Blanca           | 1 pt                      |

| Classement de la montagne | Classement de la montagne  | Classement de la montagne | Classement de la montagne    | Classement de la montagne |
| Coureur                   | Coureur                    | Pays                      | Équipe                       | Points                    |
| ------------------------- | -------------------------- | ------------------------- | ---------------------------- | ------------------------- |
| 1er                       | Domenico Gualdi            | Italie                    | Mobilvetta-Formaggi Trentini | 5 pts                     |
| 2e                        | Mirko Marini               | Italie                    | Liquigas-Pata                | 3 pts                     |
| 3e                        | Alexis Rodríguez Hernández | Espagne                   | Kelme-Costa Blanca           | 1 pt                      |

| Classement par équipes | Classement par équipes       | Classement par équipes | Classement par équipes |
| Équipe                 | Équipe                       | Pays                   | Temps                  |
| ---------------------- | ---------------------------- | ---------------------- | ---------------------- |
| 1re                    | Lampre-Daikin                | Italie                 | 26 h 44 min 03 s       |
| 2e                     | ONCE-Eroski                  | Espagne                | + 0 s                  |
| 3e                     | Fassa Bortolo                | Italie                 | + 37 s                 |
| 4e                     | Mercatone Uno-Stream TV      | Italie                 | + 37 s                 |
| 5e                     | Cantina Tollo-Acqua & Sapone | Italie                 | + 1 min 14 s           |

| Classement par équipes | Classement par équipes       | Classement par équipes | Classement par équipes |
| Équipe                 | Équipe                       | Pays                   | Temps                  |
| ---------------------- | ---------------------------- | ---------------------- | ---------------------- |
| 1re                    | Lampre-Daikin                | Italie                 | 26 h 44 min 03 s       |
| 2e                     | ONCE-Eroski                  | Espagne                | + 0 s                  |
| 3e                     | Fassa Bortolo                | Italie                 | + 37 s                 |
| 4e                     | Mercatone Uno-Stream TV      | Italie                 | + 37 s                 |
| 5e                     | Cantina Tollo-Acqua & Sapone | Italie                 | + 1 min 14 s           |